# Lockerbie
Lockerbie er en lille by i det sydvestlige Skotland med 4.009 indbyggere (2001). Den er mest kendt for bombningen af Pan Am flight 103 (sv), hvor store dele af flyet ramte byen den 21. december 1988.
Den dominerende bygning i byen er rådhuset, som er et godt eksempel på skotsk baronistil. Den er bygget i lokal, rød sandsten. Ved siden af står et mindesmærke over de faldne i 2. verdenskrig.
Byen har i forhold til sin størrelse et godt udviklet transportnet. Den ligger ved vejen A47 og har en jernbanestation.